# Ruesha Littlejohn
Ruesha Littlejohn (* 3. Juli 1990 in Glasgow) ist eine irisch-schottische Fußballspielerin.

## Karriere

### Vereine
Nach mehreren Mädchen-Klubs in der Jugend spielte sie von 2006 bis Januar 2007 beim Arsenal North LFC. Anschließend wechselte sie zu Glasgow City und gewann in ihrer Zeit dort in jeder Spielzeit die Meisterschaft. Im Januar 2010 erfolgte ihr Wechsel zum amtierenden englischen Meister Arsenal. Kurz nachdem der Trainer Tony Gervaise weg war, wurde auch sie nicht mehr eingesetzt und ging per Leihe zurück nach Schottland, wo sie sich diesmal den Rangers anschloss. Am Ende blieb sie aber bei keinem der beiden und kehrte noch im Jahr 2010 zu Glasgow City zurück.
Zur Saison 2011 ging sie erneut nach England, wo sie diesmal für Liverpool aktiv war. Während der Saisonpause war sie auf Leihbasis dann noch einmal kurz bei Celtic aktiv. Nachdem sie von der FA im Mai 2012 aufgrund einer Äußerung auf Twitter für sechs Spiele gesperrt wurde, kehrte sie in der Sommerpause der Saison 2012 ein weiteres Mal zu Glasgow City zurück.
Im März 2014 unterschrieb sie in Norwegen bei IL Sandviken. Dort wurde sie mit 19 Toren in 22 Partien am Ende der Saison Torschützenkönigin und stieg mit ihrer Mannschaft in die Toppserie auf. Im folgenden Jahr kehrte sie wieder einmal zu Celtic zurück und verbrachte dort die Saison. Zum mittlerweile vierten Mal schloss sie sich dann Anfang der Saison 2016 Glasgow an, kehrte aber im Sommer schon wieder zurück zu Celtic.
Bei Celtic verblieb sie diesmal nun ein wenig länger, bevor sie sich im Juli 2018 den London Bees anschloss und mit denen in der WSL 2 spielte. Im Jahr darauf ging es weiter zu West Ham United, mit denen sie nun wieder in der Super League spielte. Nachdem sie in der ersten Saisonhälfte 2020/21 bei Leicester City aktiv war, ging es für sie Mitte Januar 2021 für den Rest der Saison bei Birmingham City weiter. Am 1. September 2021 wurde ihr Wechsel zu Aston Villa zur Saison 2021/22 verkündet. Am 25. Mai 2023 wurde bekannt, dass sie den Klub nach der Spielzeit 2022/23 verlassen wird.

### Nationalmannschaft
In der U15 und der U17 lief sie noch für Schottland auf und nahm mit deren U19 auch noch an der Europameisterschaft 2008 teil.
Nachdem sie drei Jahre keinen Einsatz mehr für eine Auswahl bekam und auch die schottische Nationaltrainerin nicht gut auf sie zu sprechen war, wurde sie durch ihre Teamkolleginnen bei Arsenal auf ihre irischen Großeltern mütterlicherseits hingewiesen. Dies wurde dann der FAI mitgeteilt, die sie nun beachtete. Ihre erste Nominierung für die irische A-Nationalmannschaft bekam sie so im Februar 2012 für den Algarve-Cup. Im letzten Spiel, einem Sieg über Ungarn, wurde sie erstmals eingesetzt.
Danach folgten Einsätze in der Qualifikation für die Europameisterschaft 2013 sowie in denen für die Weltmeisterschaft 2015, die Europameisterschaft 2017, die Weltmeisterschaft 2019, die Europameisterschaft 2022 und die Weltmeisterschaft 2023 eingesetzt. Durch einen zweiten Platz ihrer Mannschaft bei letzterer ging es gegen Schottland noch mal in ein finales Playoff-Spiel. Dieses gewann ihre Mannschaft, wobei sie bei dieser Partie nicht dabei war. Damit schaffte ihre Mannschaft erstmals die Qualifikation für eine WM-Endrunde.
Im Juni 2023 wurde sie für den vorläufigen Kader für die Endrunde der Weltmeisterschaft 2023 nominiert.  Am 28. Juni 2023 wurde sie für den finalen WM-Kader nominiert.